# Pavel Sekerka
Pavel Sekerka (* 1965) je český zahradník, botanik, fotograf, cestovatel a publicista.
Absolvoval Přírodovědeckou fakultu UK se specializací na fyziologii rostlin, od roku 1992 pracoval v Botanické zahradě hl. m. Prahy, postupně jako zahradník, vedoucí oddělení introdukce, šéfkurátor a kurátor. V letech 2001–2002 byl pověřen vedením. 
V botanické zahradě projektoval expozici flóry Středomoří a Turecka a Pivoňkovou louku, během jeho funkčního období byla zpřístupněna terasa u kaple sv. Kláry a částečně zpřístupněna vinice. 
V roce 2008 a 2009 vedl kampaň proti spojení pražské zoologické a botanické zahrady.
V roce 2010 nastoupil jako vedoucí Průhonické botanické zahradě Botanického ústavu AV ČR, je kurátorem sbírky pivoněk, Národní sbírky sněženek, věnuje se i evidenci rostlin a organizuje akce zahrady pro veřejnost – Japonský den, Pomologické dny, umělecké výstavy. 
Je prezidentem rady Unie botanických zahrad České republiky.
Publikuje v odborných i populárně naučných periodikách (jako Živa, Zahrádkář, Zahradnictví, Botanika, Příroda wildlife, ABC Mladých techniků a přírodovědců, Recepty prima nápadů a Skalničky), vystupuje v pořadech Rady ptáka Loskutáka a Polopatě. Přispívá i do botanických internetových projektů jako je server Botany.cz a internetový deník Ekolist.cz. Specializuje se na pivoňky, hlíznaté árónovité rostliny mírného pásma, hajničky a cibuloviny.

## Činnost v Unii botanických zahrad
Inicioval vznik databázového systému florius, který slouží k evidenci rostlin pěstovaných v botanických zahradách.
V roce 2022 a 2025 byl zvolen prezidentem Unie botanických zahrad. 
Inicioval vznik Skupiny pro genofondy a sítě Národních sbírek rostlin UBZČR, spolupracoval na tvorbě metodik ex situ konzervace pro botanické zahrady. 
Je členem redakční rady Zpravodaje botanických zahrad ČR a členem redakční rady časopisu Botanika.
Je členem Vědecké rady Botanické zahrady PřF UK a Rady Národního programu genetických zdrojů rostlin.
Od roku 2005 předsedá konferencím pořádaných Unii botanických zahrad.
V současnosti vede kampaň za přijetí právní úpravy činnosti botanických zahrad.

## Výstavy
Připravoval výstavy sortimentu rostlin v Botanické zahradě hl. m. Prahy, v Průhonické botanické zahradě a spolupracoval na přípravě společných výstav Unie botanických zahrad ČR.
- Čína – 2004, Botanická zahrada hl. m.
- Kapradiny – léto 2008, Botanická zahrada hl. m.
- Kapradiny – léto 2011, Botanická zahrada hl. m.
- Dříví pouští – 10.3. – 25.3. 2007, Botanická zahrada hl. m. Prahy
- Kapradiny zblízka 10.1. – 28. 2. 2014, Botanický ústav
- Pouště Číny 12.1. – 13.3 2016, Botanický ústav
- Sněženky 2023, 2024, 2025, Botanický ústav[18]
- Vánoční výstava 2024, Botanický ústav

## Šlechtění rostlin
Je autorem 7 odrůd a spoluautorem 12 odrůd pivoněk registrovaných u American Peony Society. Odrůdy pivoněk vyšlechtěné Pavlem Sekerkou jsou evidovány v Národním programu genetických zdrojů rostlin. Od devadesátých let se zabývá selekcí zajímavých odchylek sněženky podsněžníku, nejznámější je odrůda Poculi Perfect.

## Vybrané publikace
- SEKERKA, Pavel. Stínomilné trvalky. 1. vyd. Praha: Grada, 2003. 75 s., [24] s. barev. obr. příl. Česká zahrada. .
- SEKERKA, Pavel. Pivoňky. 1. vyd. Praha: Grada, 2004. 100 s., [20] s. barev. obr. příl. Česká zahrada; 53.
- SEKERKA, Pavel. Kapradiny na zahradě, ve skalce a v bytě. 1. vyd. Praha: Grada, 2005. 96 s., [20] s. obr. příl. Česká zahrada; sv. 65.
- SEKERKA, Pavel, OBDRŽÁLEK, Jiří a PONERT, Jan. Orchideje na zahradě. 1. vyd. Praha: Grada, 2006. 100 s., [20] s. barev. obr. příl. Česká zahrada; 83.
- SEKERKA, Pavel, OBDRŽÁLEK, Jiří a PONERT, Jan. Plejonky a další chladnomilné orchideje. 1. vyd. Praha: Grada, 2007. 100 s., [16] s. barev. obr. příl. Česká zahrada; 89.
- SEKERKA, Pavel et al. Průvodce po sbírkách Průhonické botanické zahrady na Chotobuzi. Vyd. 1. Průhonice: Botanický ústav AV ČR, 2013. 67 s. .
- SEKERKA, Pavel et al. Index plantarum: Průhonická botanická zahrada na Chotobuzi. Průhonice: Botanický ústav AV ČR, v.v.i., 2019. 248 stran.
- SEKERKA, Pavel et al. Klasifikátory kosatců, pivoněk a denivek v Průhonické botanické zahradě = Descriptor lists for irises, peonies and daylilies in the Průhonice Botanic Garden. Průhonice: Botanický ústav AV ČR, v.v.i., 2019. 155 stran. Certifikovaná metodika.
- SEKERKA, Pavel. Plané druhy pivoněk v zahradní kultuře. Vydání 1. Praha: Středisko společných činností AV ČR, v.v.i., pro Kancelář Akademie věd ČR, 2019. 90 stran. Strategie AV21. Rozmanitost života a zdraví ekosystémů.
- SEKERKA, Pavel et al. Botanical gardens as part of European cultural heritage: methodology. Paeonia: (pivoňka = piwonia = bijūnas = Pfingstrose). Průhonice: Botanický ústav AV ČR, v.v.i., 2020. 110 stran.
- SEKERKA, Pavel. Sněženky a bledule v přírodě a zahradách. Vydání 1. Praha: Středisko společných činností AV ČR, v.v.i., pro Kancelář Akademie věd ČR, 2020. 90 stran. Strategie AV21. Rozmanitost života a zdraví ekosystémů.
- SEKERKA, Pavel et al. Metodika zachování rostlinného genofondu ex situ: manuál pro práci s genofondy rostlin v botanických zahradách: certifikovaná metodika: doporučený pro botanické zahrady, arboreta, zahrady léčivých rostlin, genofondové zahrady a sbírky, etnobotanické zahrady, zahrady vysokých a středních škol, genofondové plochy, zahradníky a další pěstitele. Průhonice: Botanický ústav AV ČR, v.v.i., 2021. 287 stran. Certifikovaná metodika.
- SEKERKA, Pavel et al. Metodika zachování genofondu klonálních rostlin ex situ: doporučená pro botanické zahrady, arboreta, zahrady léčivých rostlin, genofondové zahrady a sbírky, etnobotanické zahrady, zahrady vysokých a středních škol, genofondové plochy, zahradníky a další pěstitele. Průhonice: Botanický ústav AV ČR, v.v.i., 2022. 132 stran.